# Belgian International 1971
Die Belgian International 1971 im Badminton fanden vom 26. bis zum 28. März 1971 in Brüssel statt.

## Sieger und Platzierte
| Disziplin    | Gold                               | Silber                        | Bronze                              |
| ------------ | ---------------------------------- | ----------------------------- | ----------------------------------- |
| Herreneinzel | Punch Gunalan                      | Piet Ridder                   | Rob Ridder                          |
| Herreneinzel | Punch Gunalan                      | Piet Ridder                   | Max Lawson                          |
| Dameneinzel  | Joke van Beusekom                  | Marjan Luesken                | Sylvia Ng                           |
| Dameneinzel  | Joke van Beusekom                  | Marjan Luesken                | Rosalind Singha Ang                 |
| Herrendoppel | Punch Gunalan Ng Boon Bee          | Lee Kok Pheng Lim Shook Kong  | Piet Ridder Rob Ridder              |
| Herrendoppel | Punch Gunalan Ng Boon Bee          | Lee Kok Pheng Lim Shook Kong  | R. J. Westmorland Usher             |
| Damendoppel  | Joke van Beusekom Felice de Nooyer | Marjan Luesken Marja Ridder   | Sylvia Ng Rosalind Singha Ang       |
| Damendoppel  | Joke van Beusekom Felice de Nooyer | Marjan Luesken Marja Ridder   | Tonny Pannemans Mirette de Nooyer   |
| Mixed        | Ng Boon Bee Sylvia Ng              | Piet Ridder Joke van Beusekom | Keefe C. M. Wightman                |
| Mixed        | Ng Boon Bee Sylvia Ng              | Piet Ridder Joke van Beusekom | R. J. Westmorland Charlotte Lindsay |

## Referenzen
- Federball 12 (1971) (9), S. 9.
- http://newspapers.nl.sg/Digitised/Page/beritaharian19710302.1.11.aspx
- http://newspapers.nl.sg/Digitised/Article.aspx?articleid=beritaharian19710301.2.68
- http://newspapers.nl.sg/Digitised/Article.aspx?articleid=straitstimes19710301.2.119.6